# Campionati del mondo di ciclismo su pista 1994
I Campionati del mondo di ciclismo su pista 1994 si svolsero a Palermo, in Italia, ad agosto.

## Medagliere
| Posiz. | Nazione     | Oro | Argento | Bronzo | Totale |
| ------ | ----------- | --- | ------- | ------ | ------ |
| 1      | Francia     | 3   | 2       | 0      | 5      |
| 2      | Germania    | 2   | 2       | 2      | 6      |
| 3      | Stati Uniti | 2   | 2       | 1      | 5      |
| 4      | Russia      | 1   | 2       | 1      | 4      |
| 5      | Regno Unito | 1   | 0       | 0      | 1      |
| 5      | Paesi Bassi | 1   | 0       | 0      | 1      |
| 5      | Svizzera    | 1   | 0       | 0      | 1      |
| 8      | Australia   | 0   | 1       | 2      | 3      |
| 9      | Austria     | 0   | 1       | 1      | 2      |
| 10     | Danimarca   | 0   | 1       | 0      | 1      |
| 11     | Italia      | 0   | 0       | 3      | 3      |
| 12     | Bielorussia | 0   | 0       | 1      | 1      |
|        | Totale      | 11  | 11      | 11     | 33     |